# یواس‌اس سبک (ای‌او-۸۷)
یواس‌اس سبک (ای‌او-۸۷) (به انگلیسی: USS Sebec (AO-87)) یک کشتی بود که طول آن ۵۲۳ فوت ۶ اینچ (۱۵۹٫۵۶ متر) بود. این کشتی در سال ۱۹۴۳ ساخته شد.